# Marie-Louise Carven
Marie-Louise Carven, eigentlich Carmen de Tommaso, (* 31. August 1909 in Châtellerault, Département Vienne; † 8. Juni 2015 in Paris) war eine französische Modedesignerin. Sie gilt als eine der bedeutendsten Designerinnen der Nachkriegszeit.

## Leben und Wirken
Nachdem sie unter anderem bei ihrem Schwager Robert Mallet-Stevens Architektur an der École des Beaux-Arts studiert hatte, eröffnete Carven 1941 ihr erstes Geschäft für Haute Couture in Paris und 1945 ihr eigenes Modehaus Carven an der Avenue des Champs-Élysées in Paris. Ihren neuen Namen setzte sie dabei aus der Anfangssilbe ihres Vornamens und der letzten Silbe des Namens ihrer Tante Josy Boyriven zusammen. Nach eigenen Angaben wollte sie Haute-Couture-Mode für Frauen ihrer Größe – Carven maß selbst 1,55 Meter – produzieren und dabei ihren eigenen Stil umsetzen. Ihre Kreationen erregten Aufsehen und wurden unter anderem von Leslie Caron, Édith Piaf und Michèle Morgan getragen. Carven kreierte auch verschiedene Düfte, darunter Ma Griffe, Eau Vive und, inspiriert von ihrem Ehemann Philippe Mallet, Vétiver.
Carven legte früh Wert auf Marketing. 1950 schloss sie sich einer Initiative von Modeschöpfern um Jacques Fath und Pierre Balmain an, die mit Bekleidungsherstellern Mode von der Stange (Prêt-à-porter) produzierten. Zur französischen Filmpremiere von Vom Winde verweht im Jahr 1950 lehnte sie eine Kollektion an die Filmcharaktere an und führte die Kleider in französischen Kinos vor. Am Jahrestag der Befreiung von Paris ließ sie 1954 Proben ihres Parfüms Ma Griffe an Fallschirmen abwerfen. 1955 startete Carven eine eigene Junior Mode-Linie und begann, Lizenzen zu vergeben. Sie stellte ihre Kollektionen auch im Ausland, etwa in Ägypten, Thailand, Marokko, Kuba, Brasilien, Singapur und Mexiko vor. Umgekehrt ließ sie sich von diesen Orten inspirieren, indem sie Batik-Drucke, afrikanische und aztekische Motive verarbeitete und ihre Kleider Amphora, Elfenbeinküste, Chiquita oder Opium nannte.

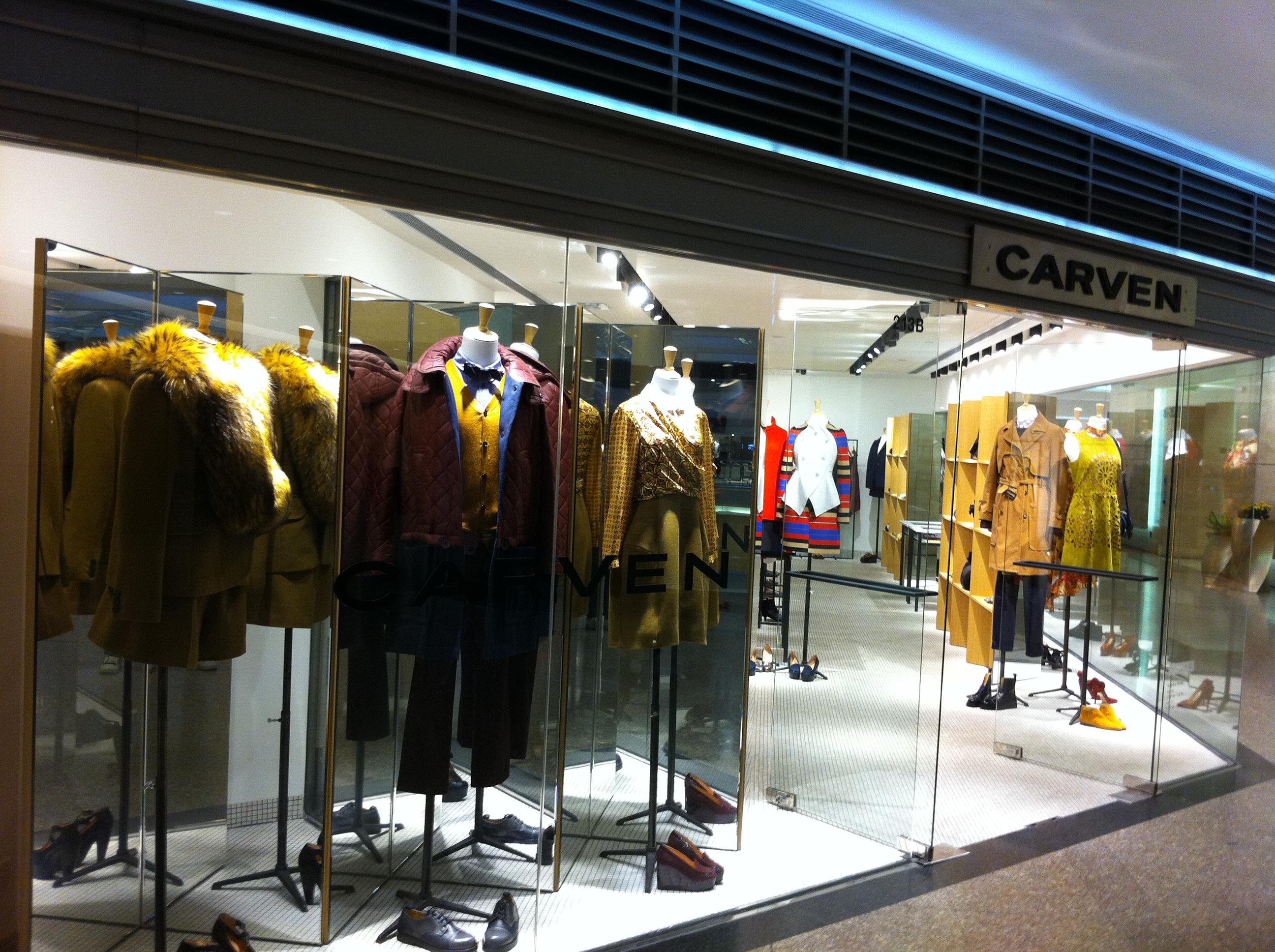
Carven-Shop in Central, Hongkong (2012)

Carven entwarf Kostüme für Filme wie Die Teuflischen (1955), Brautmode, darunter das Hochzeitskleid für Anne-Aymone Giscard d’Estaing, und seit den 1960er Jahren Uniformen für mehr als 20 Fluggesellschaften. 1977 erhielt sie von der Stadt Paris den Auftrag, die Uniformen der Pariser Verkehrspolizistinnen zu gestalten. 1993 trat sie in Ruhestand.
Nach dem Tod ihres ersten Ehemanns 1966 heiratete Carven 1972 den Schweizer Geschäftsmann und Sammler René Grog, der 1981 starb. 1978 wurde Carven zum Chevalier de l’Ordre des Arts et des Lettres und 2009 zum „Commandeur“ der Ehrenlegion ernannt. Am 13. August 2000 wurde sie von Yad Vashem als Gerechte unter den Völkern geehrt. Sie hatte während des Vichy-Regimes Henry Bricianer und dessen Familie versteckt, einen jüdischen Modeschöpfer, der sich nach der „Arisierung“ als Näher durchgeschlagen hatte und im Oktober 1943 in das Sammellager Drancy verbracht werden sollte. Ihr Archiv befindet sich seit 2001 im Palais Galliera.